# Gummfluh
El Gummfluh és una muntanya dels Alps de Berna occidental, situada a la frontera entre els cantons suïssos de Vaud i Berna. És el cim més alt de la cadena de muntanyes al costat sud del Pays d'Enhaut i es troba aproximadament a mig camí entre Château d'Oex i Gstaad. Els vessants nord formen part de la gran reserva natural de la Pierreuse.
És un cim dels Prealps de Vaudois unit als Alps Bernesos que culmina a 2.457 mètres sobre el nivell del mar. És el punt més alt de la serra situada al sud del Pays-d'Enhaut. El cim es troba a la frontera entre el cantó de Vaud i el cantó de Berna. La seva cara nord és molt escarpada amb un massís constituït essencialment per roques calcàries.
Als peus del Gummfluh hi ha la reserva natural de Pierreuse on hi viuen molts cabras cabras i isards . El nom de la muntanya vindria de Gumm (la "vall ") i fluh (el "pic ").